# Eumeta moddermanni
Eumeta moddermanni är en fjärilsart som beskrevs av Franciscus J.M. Heylaerts 1888. Eumeta moddermanni ingår i släktet Eumeta och familjen säckspinnare. Inga underarter finns listade i Catalogue of Life.